# Muhammad Shafi
Muhammad Shafi (nascido em 15 de junho de 1933) é um ex-ciclista paquistanês. Ele representou sua nação durante os Jogos Olímpicos de Verão de 1964, na prova de perseguição por equipes.